# Sainteny
|  | Per a altres significats, vegeu «Jean Sainteny». |

Sainteny és un municipi al departament de la Manche (regió de Normandia, França). L'any 2007 tenia 794 habitants.

## Demografia

### Població
El 2007 la població de fet de Sainteny era de 794 persones. Hi havia 320 famílies de les quals 96 eren unipersonals (44 homes vivint sols i 52 dones vivint soles), 88 parelles sense fills, 120 parelles amb fills i 16 famílies monoparentals amb fills.
La població ha evolucionat segons el següent gràfic:

### Habitatges
El 2007 hi havia 371 habitatges, 322 eren l'habitatge principal de la família, 14 eren segones residències i 36 estaven desocupats. 358 eren cases i 11 eren apartaments. Dels 322 habitatges principals, 237 estaven ocupats pels seus propietaris, 79 estaven llogats i ocupats pels llogaters i 6 estaven cedits a títol gratuït; 6 tenien dues cambres, 43 en tenien tres, 85 en tenien quatre i 188 en tenien cinc o més. 215 habitatges disposaven pel capbaix d'una plaça de pàrquing. A 161 habitatges hi havia un automòbil i a 133 n'hi havia dos o més.

### Piràmide de població
La piràmide de població per edats i sexe el 2009 era:
| Homes | Edats   | Dones |
| ----- | ------- | ----- |
| 0     | 95 o +  | 0     |
| 0     | 90 a 94 | 0     |
| 4     | 85 a 89 | 4     |
| 4     | 80 a 84 | 4     |
| 16    | 75 a 79 | 16    |
| 32    | 70 a 74 | 48    |
| 28    | 65 a 69 | 24    |
| 20    | 60 a 64 | 8     |
| 0     | 55 a 59 | 16    |
| 4     | 50 a 54 | 12    |
| 32    | 45 a 49 | 8     |
| 52    | 40 a 44 | 24    |
| 36    | 35 a 39 | 32    |
| 32    | 30 a 34 | 20    |
| 32    | 25 a 29 | 28    |
| 20    | 20 a 24 | 16    |
| 12    | 15 a 19 | 24    |
| 44    | 10 a 14 | 32    |
| 24    | 5 a 9   | 32    |
| 36    | 0 a 4   | 20    |

## Economia
El 2007 la població en edat de treballar era de 469 persones, 373 eren actives i 96 eren inactives. De les 373 persones actives 346 estaven ocupades (198 homes i 148 dones) i 27 estaven aturades (13 homes i 14 dones). De les 96 persones inactives 34 estaven jubilades, 35 estaven estudiant i 27 estaven classificades com a «altres inactius».

### Ingressos
El 2009 a Sainteny hi havia 334 unitats fiscals que integraven 830,5 persones, la mediana anual d'ingressos fiscals per persona era de 15.029 €.

### Activitats econòmiques
Dels 34 establiments que hi havia el 2007, 3 eren d'empreses alimentàries, 3 d'empreses de fabricació de material elèctric, 2 d'empreses de fabricació d'altres productes industrials, 4 d'empreses de construcció, 7 d'empreses de comerç i reparació d'automòbils, 1 d'una empresa de transport, 3 d'empreses d'hostatgeria i restauració, 2 d'empreses financeres, 3 d'empreses immobiliàries, 3 d'entitats de l'administració pública i 3 d'empreses classificades com a «altres activitats de serveis».
Dels 7 establiments de servei als particulars que hi havia el 2009, 1 era una fusteria, 2 lampisteries, 1 electricista, 2 perruqueries i 1 restaurant.
Dels 4 establiments comercials que hi havia el 2009, 3 eren fleques i 1 una fleca.
L'any 2000 a Sainteny hi havia 51 explotacions agrícoles que ocupaven un total de 2.485 hectàrees.

## Equipaments sanitaris i escolars
L'únic equipament sanitari que hi havia el 2009 era una farmàcia.
El 2009 hi havia una escola elemental.

## Poblacions properes
El següent diagrama mostra les poblacions més properes.